# Staré Město (Jičín)
Staré Město je část okresního města Jičín. V roce 2009 zde bylo evidováno 110 adres. V roce 2001 zde trvale žilo 550 obyvatel.
Staré Město leží v katastrálním území Jičín o výměře 12,06 km2.